# Suprema Corte da Indonésia

Insígnia da Suprema Corte da República da Indonésia

A Suprema Corte ou Supremo Tribunal da República da Indonésia (indonésio: Mahkamah Agung Republik Indonesia) é o braço judicial independente do Estado. Mantém um sistema de tribunais e está acima dos outros tribunais sendo o último tribunal de recurso. Ela também pode reexaminar os casos se novas evidências surgirem.

## Jurisdição
A Suprema Corte é independente a partir da terceira emenda à Constituição da Indonésia. A Suprema Corte supervisiona os tribunais superiores (Pengadilan Tinggi) e os tribunais distritais (Pengadilan Negeri). Existem cerca de 68 tribunais superiores: 31 tribunais gerais, 29 tribunais religiosos, 4 tribunais administrativos  e 4 tribunais militares.  Existem cerca de 250 tribunais distritais com tribunais distritais adicionais sendo criados de tempos em tempos. A Suprema Corte é o último tribunal de apelação (kasasi) na sequência de recursos dos tribunais distritais para os tribunais superiores. A Suprema Corte também pode reexaminar os casos se novas evidências suficientes forem encontradas.